# Przykop (Purda)
Przykop (deutsch Przykopp (Dorf), 1932 bis 1945 Grabenau) ist ein Ort in der polnischen Woiwodschaft Ermland-Masuren. Er gehört zur Gmina Purda (Landgemeinde Groß Purden) im Powiat Olsztyński (Kreis Allenstein).

## Geographische Lage
Przykopp liegt im Westen der Woiwodschaft Ermland-Masuren, 19 Kilometer südöstlich der Kreis- und Woiwodschaftshauptstadt Olsztyn (deutsch Allenstein).

## Geschichte
Im Jahre 1549 wurde das bis nach 1871 Alt Przykopp genannte Dorf gegründet. Im Jahre 1817 zählte das königliche Bauerndorf 48 Feuerstellen bei 192 Einwohnern, und bei der Volkszählung am 3. Dezember 1861 wurden 57 Wohngebäude bei 398 Einwohnern gezählt.
Im Jahre 1874 wurde die Landgemeinde Przykopp in den Amtsbezirk Oberförsterei Ramuck im ostpreußischen Kreis Allenstein eingegliedert, aber schon 1886 in den Amtsbezirk Wuttrienen (polnisch Butryny) umgegliedert. Am 19. November 1932 erfolgte die Umbenennung Przykopps in „Grabenau“.
Als in Kriegsfolge 1945 das gesamte südliche Ostpreußen an Polen abgetreten werden musste, war auch Grabenau davon betroffen. Der Ort erhielt die polnische Namensform „Przykop“ und ist heute ein Teil der Landgemeinde Purda (Groß Purden) im Powiat Olsztyński (Kreis Allenstein), zwischen 1975 und 1998 der Woiwodschaft Olsztyn, seither der Woiwodschaft Ermland-Masuren zugehörig.

## Kirche
Bis 1945 war Przykopp resp. Grabenau in die evangelische Kirche Neu Bartelsdorf (polnisch Nowa Wieś) in der Kirchenprovinz Ostpreußen der Kirche der Altpreußischen Union, außerdem in die römisch-katholische Kirche Wuttrienen (polnisch Butryny) im Bistum Ermland eingepfarrt.
Heute gehört Przykop evangelischerseits zur Christus-Erlöser-Kirche Olsztyn (Allenstein) in der Diözese Masuren der Evangelisch-Augsburgischen Kirche in Polen sowie katholischerseits zur St.-Josefs-Kirche Nowa Wieś (Neu Bartelsdorf) im jetzigen Erzbistum Ermland.

## Verkehr
Przykop liegt östlich der Woiwodschaftsstraße 598 und ist von dort über die Abzweige in Butryny (Wuttrienen) und Pokrzywy (Friedrichstädt) zu erreichen. Eine von Dziuchy (Dzuchen, 1938 bis 1945 Grabenauer Wald) über Nowy Przykop (Neu Przykopp, 1932 bis 1945 Neu Grabenau) kommende Nebenstraße endet in Przykop.
Eine Anbindung an den Bahnverkehr besteht nicht.